# Khurja
Khurja es  una ciudad y municipio situado en el distrito de Bulandshahr en el estado de Uttar Pradesh (India). Su población es de 29087 habitantes (2011). El área metropolitana cuenta con 142590 habitantes (2011).Se encuentra a 85 km de Nueva Delhi.

## Demografía
Según el  censo de 2011 la población de Khurja era de 111062 habitantes, de los cuales 58394 eran hombres y 52668 eran mujeres. Khurja tiene una tasa media de alfabetización del 65,61%, inferior a la media estatal del 67,68%: la alfabetización masculina es del 72,06%, y la alfabetización femenina del 58,53%.